# Erhard Hancke

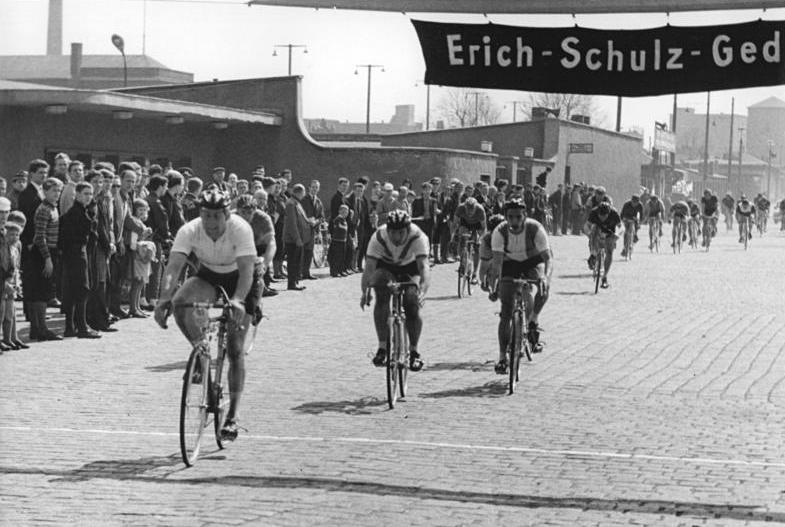
Sieger von Berlin–Angermünde–Berlin 1966

Erhard Hancke (* 14. September 1941 in Markkleeberg bei  Leipzig) ist ein ehemaliger Radrennfahrer aus der DDR.

## Sportliche Laufbahn
Hancke begann seine sportliche Karriere als Schwimmer, Leichtathlet und Fußballer. Mit 17 Jahren wechselte er zum Radsport. Hier feierte er als Jugendlicher 20 Erfolge auf der Straße, wurde Leipziger Bezirksmeister im Einzel, mit der Mannschaft sowie im Cross.
1961 trat Hancke zur SG Dynamo Gera über und fuhr seine ersten Rennen auf der Bahn. Noch im selben Jahr errang der 176 cm große Athlet den DDR-Meistertitel im 1000-m-Zeitfahren. Über die gleiche Distanz fuhr er 1963 DDR-Rekord mit 1:09,5 min (was gleichzeitig Jahresweltbestleistung war) und holte sich 1966 erneut den DDR-Meistertitel. Bereits für den SC Leipzig startend, wurde Hancke 1963 und 1964 Vize-DDR-Meister in der 4000-m-Mannschaftsverfolgung – 1963 zusammen mit Helmut Hochschild, Dieter Hillert, Dieter Zuchold und 1964 mit Hochschild, Turowski, Dieter Zuchold. 1967 erkämpfte er sich einen DDR-Vizemeistertitel im Zweier-Mannschaftsfahren mit Hans-Jürgen Klunker.
Bei der Bahn-WM 1967 in Amsterdam startete Hancke im 1000-m-Zeitfahren. In einem Startfeld von 20 Fahrern belegte er mit einer Zeit von 1:10,95 min den 14. Platz. Damit lag er 2,22 Sekunden hinter dem Sieger Niels Fredborg. Im Jahr zuvor war er bei den Titelkämpfen 11. geworden. Das beste internationale Ergebnis von Hancke war der vierte Platz in der Mannschaftsverfolgung bei den UCI-Bahn-Weltmeisterschaften 1965 und auch 1966 in identischer Mannschaftsbesetzung mit Rudolf Franz, Siegfried Köhler und Wolfgang Schmelzer.
Hancke konnte auf der Bahn der Werner-Seelenbinder-Halle in Berlin etliche Siege erringen, darunter die Internationale Omnium-Meisterschaft von Berlin 1965 mit seinem Partner Hans-Jürgen Klunker (1966 siegte er als Solist in der Meisterschaft), sowie die „Internationale Zweier-Mannschaftsmeisterschaft“  1966 mit seinem Stammpartner Helmut Hochschild.
Später fuhr Hancke Steherrennen. So gewann er den Großen Preis der Stadt Leipzig und wurde 1970 Dritter der DDR-Meisterschaft.
Auf der Straße feierte Hancke seinen größten Erfolg 1966 mit einem Sieg beim Eintagesrennen Berlin–Angermünde–Berlin. 1968 belegte er den dritten Platz bei der Woche des internationalen Radsports der DDR. Bei Kriterien konnte er auf der Straße acht Siege für sich verbuchen. 1969 wurde er Zweiter im Etappenrennen Bokanyi-Cup in Ungarn.

## Berufliches
Nach dem Ende seiner aktiven Karriere arbeitete Hancke als Nachwuchstrainer im Bezirk Leipzig. Ab 1990 war er bis zu seinem 65. Geburtstag Landesverbandstrainer für den Radsport in Sachsen. 2004 war er Mitbegründer des RFC Markkleeberg und ist (Stand Januar 2013) Präsident des Vereins.